# Проводи козака (дума)
«Про́води козака́» — українська кобзарська дума. За жанром належить до соціально-побутових пісень.

## Сюжет
Сестра проводжає свого брата у військо. І питає з якої сторони чекати з Чорного моря, чи з чистого поля, чи з війська Зопорозького. А він відповів що нехай чекає тоді коли калина зацвіте білим цвітом на Василя, а голубі озера замерзнуть на Петра. Тоді вона почала говорити, як же тобі буде погано, коли всі бідіть йти до церкви і одне одному зворов'я бажати: брат братові, сват сватові. А він буде сам і ніхто його не поздоровить, буде сам на чужині.

## Історія записів
Записано 1851 року від кобзаря Івана Романенка з с. Британи, Борзнянського повіту, на Чернігівщині. Вперше надруковано в зб.: Народные песни. К., 1854, с. 434—436. Відомо десять записів думи, зроблених протягом XIX ст.

## Музика
Перший нотний запис кобзарської думи можна віднести до появи упорядкованого українським письменником та етнографом Миколою Маркевичем (1804-1860) збірника «Південно-руських пісень з голосами», який побачив світ у 1857 році. Тут вміщена дума «Проводи козака» і поряд з нею запис мелодії. Мелодія цієї думи вважається не дуже «акуратною».

### Виконавці
- Баша Федір
- Лантух (кобзар)